# A26 (Frankrike)
A26 även kallad Autoroute des Anglais är en motorväg i Frankrike som går mellan Calais och Troyes. Motorvägen är 394 km lång. Motorvägens namn Autoroute des Anglais som betyder engelsmännens motorväg kommer av att den här motorvägens främsta uppgift är att förbinda Frankrike med England och övriga Storbritannien. I Calais ansluter motorvägen direkt till Kanaltunneln och trafiken går sedan vidare med speciella biltåg som går med täta intervall för att sedan fortsätta på den brittiska motorvägen M20. Detta är en mycket viktig motorväg för internationell trafik då den utgör förbindelsen mellan Frankrike och Storbritannien. Den är också en del i förbindelsen mellan London och Paris.
Motorvägen A26 utgör en del av europavägarna E15 och E17.